# Lilly Ebstein
Lilly Ebstein (verh. Loewenstein, auch Lowenstein; * 7. April 1897 in Breslau; † 6. Juni 1966 in Guarujá, São Paulo) war eine deutsche Wissenschaftsillustratorin und Fotografin in den Gebieten Medizin und Zoologie. Ab 1926 arbeitete sie an der Universität São Paulo.

## Leben
Lilly entstammte der jüdischen Familie Ebstein, ihre Eltern waren Martha Koblinski Ebstein und Georg Ebstein.

### Wissenschaftliche Fotografin in Deutschland
Nach ihrem Umzug nach Berlin studierte Lilly von Oktober 1911 bis April 1914 „Allgemeine und wissenschaftliche Fotografie“ bei Carola Lohde, Hans Virchow und Marie Kundt an der Photographischen Lehranstalt des Lette-Vereins. Der Kurs umfasste unter anderem die Fächer Mikrofotografie, Radiografie, Experimentelle Chemie und Fotochemie. Insbesondere reüssierte Lilly in der Retusche und im Zeichnen.
Für Ludwig Aschoffs seit 1911 in mehreren Auflagen erschienene „Pathologische Anatomie“ steuerte sie Illustrationen bei. Während des Ersten Weltkriegs diente Ebstein – wie weitere Schülerinnen des Lette-Vereins – an der Front in Russland, zahlreiche Frauen arbeiteten in Lazaretten mit Röntgenstrahlen. Ab Oktober 1914 war der Lette-Verein für alle Röntgenaufnahmen der insgesamt sechs Berliner Krankenhäuser zuständig.
Nach einer Prüfung an der Handwerkskammer und einer Gesetzesänderung wurde Ebstein 1921 als allgemeine wissenschaftliche Fotografin anerkannt. Ihr Diplom unterzeichneten Hans Virchow und Eugen Goldstein.
Im Jahr 1919 heiratete sie Max Loewenstein (5. Oktober 1894 in Bielefeld– 6. Juni 1966 in São Paulo) und bekam zwei Söhne (Walter * 1920 und Georg * 1922 in Düsseldorf). In ihrem Pass wurde ihr Beruf 1923 mit „Ehefrau“ angegeben.

### Illustratorin und Mikrofotografin in São Paulo

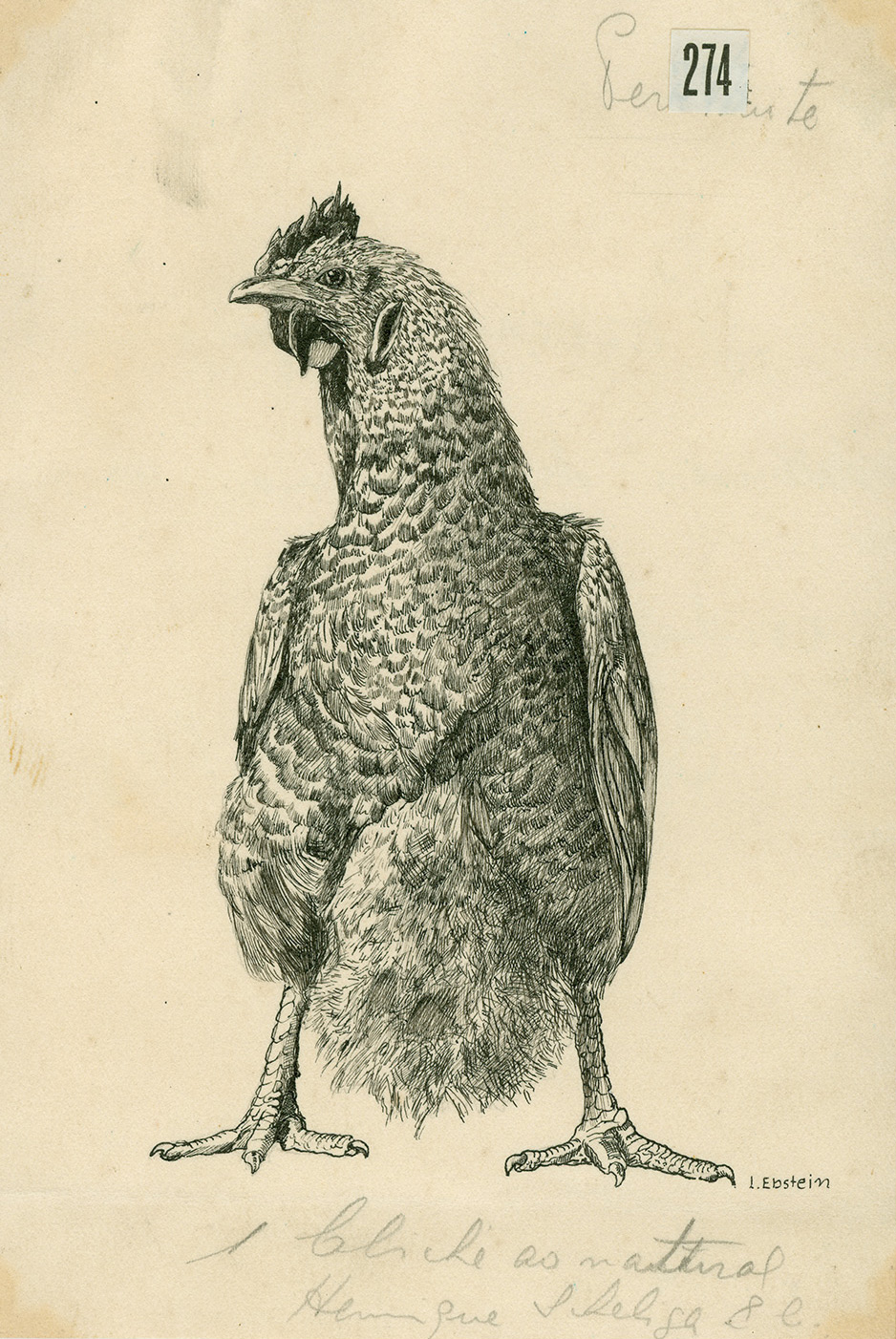
Lilly Ebstein: Zeichnung eines Hahns (ohne Datierung)

1925 emigrierte Ebstein mit ihrer Familie nach São Paulo. Ein Jahr später erhielt sie ebendort eine Stelle als Illustratorin und Mikrofotografin an der Universität im Fachbereich Medizin (Faculdade de Medicina da Universidade de São Paulo). Ihre Illustrationen und Fotografien aus den Themenfeldern Anatomie, Mikrobiologie, Chirurgie etc. wurden in zahlreichen wissenschaftlichen Artikeln und Dissertationen veröffentlicht. Bis zu ihrem Ruhestand zeichnete sie ihre Arbeiten mit der Signatur „L. Ebstein“. 1932 wurde sie zur Leiterin der Abteilung Illustration und Mikrofotografie berufen und übte diese Funktion bis 1956 aus. Darüber hinaus war sie von 1930 bis 1935 in der Abteilung Vogelpathologie am Biologischen Institut für Landwirtschafts- und Tierschutz (Instituto Biológico de Defesa Agrícola e Animal) tätig.
Lilly Ebstein und Max Loewenstein nahmen sich in der Nacht vom 5. auf den 6. Juni 1966 das Leben. In der Sterbeurkunde ist als Todesursache Vergiftung durch Arsen angegeben.

## Illustrierte Werke (Auswahl)
- Ludwig Aschoff: Pathologische Anatomie (zweiter Band: spezieller Teil), 5. Auflage 1921
- Annaes da Faculdade de Medicina de Sao Paulo, ab 1926
- Edmundo Vasconcelos, Gabriel Botelho: Cirurgia do Megaesôfago, 1937
- Embriologia Humana e Comparada: entogênese e teratogênese, 1940